# Concert per a piano núm. 3 (Prokófiev)
El Concert per a piano núm. 3 en do major de Serguei Prokófiev va ser compost el 1921, utilitzant esbossos que havia començat a escriure el 1913.
Prokófiev va començar a treballar en aquest concert el 1913 quan va escriure unes variacions que després va deixar de banda. Encara que va revisar els esborranys el 1916-17, no es va dedicar plenament al projecte fins al 1921 mentre passava l'estiu a la Bretanya. Prokófiev en persona va tocar el piano a l'estrena del 16 de desembre de 1921 amb l'Orquestra Simfònica de Chicago dirigida per Frederick Stock. L'obra no va tenir gaire popularitat fins al 1922, després que Serge Koussevitzky la dirigís a París.
Dels cinc concerts per a piano escrits per Prokófiev, aquest és el que ha gaudit de la popularitat més gran i aclamació de la crítica. El concert irradia una vitalitat crepitant que testifica la destresa inventiva del compositor en esquitxar intel·ligentment els passatges lírics amb dissonàncies, mantenint una associació equilibrada entre el solista i l'orquestra. A diferència dels concerts per a piano compostos per molts dels seus avantpassats romàntics, l'orquestra emergeix, per portar un paper molt actiu en aquest treball, sobre l'acompanyament secundari del piano.

## Moviments

### 1. Andante - Allegro
El primer moviment (do major) obre amb un Andante de clarinet, una melodia llarga i lírica que l'orquestra sencera expandeix; l'entrada Allegro del solo de piano trenca inesperadament el lirisme en un esclat de brillantor i ritme exuberant i harmònicament fluid. El piano i l'orquestra continuen el diàleg, passant per un Andante expansiu que torna al primer tema i llavors finalitza novament en un Allegro emocionant i virtuós.

### 2. Tema amb variazioni
El moviment del mig (mi menor) és un tema i cinc variacions, un exemple de com Prokófiev expressa el seu enginy lleugerament sarcàstic en termes musicals. La idea central comença amb l'orquestra amb una gavota vacil·lant i alhora picant. La primera variació és una reexposició extensa i lenta del piano, començant amb un llarg refilet seguit per una correguda cap als aguts al teclat que imita un glissando, com a anticipació del solo de clarinet al començament de Rhapsody in Blue de Gershwin, escrita després, el 1924. La segona variació és presentada per l'orquestra a pas de galop, amb el piano agregant agitació amb llargues curses cap a dalt i a baix en el teclat. La tercera variació és una desconstrucció fortament asincopada del tema principal amb aire de jazz. La quarta variació, possiblement la més famosa, és una meditació inoblidable, meravellosa del primer tema, amb diàleg lliure entre el piano i l'orquestra; un motiu recurrent de terceres descendents, fredes, etèries se sumen des del piano a una atmosfera que evoca lleugerament un altre món en aquesta secció. La cinquena variació és un altre allegro per a solista i orquestra. L'orquestra toca el tema principal en la seva forma original, a la velocitat original (la meitat de la variació precedent), amb el piano acompanyant en obbligato. Un curt final errant insinuant un final do major dona al piano l'última paraula amb un baix acord de do menor.

### 3. Allegro ma non troppo
El tercer moviment (do major), el qual Prokófiev va anomenar una "discussió" entre el solista i l'orquestra, comença amb una exposició en la menor del tema principal amb fagots i cordes en pizzicato, interromput per l'entrada enèrgica del piano amb un tema conflictiu. El diàleg entre el piano i l'orquestra treu fum, amb una breu acceleració del temps (presagiant una llarga i brillant coda) abans d'arribar a un segon tema lent i líric de la cora. El piano ofereix una resposta bastant sarcàstica i el tema lent es desenvolupa, a través d'una altra reexposició que recorda a Rakhmàninov i una altra exploració etèria (el solista corrent a dalt i a baix al teclat suaument sobre la corda dissonant) en un clímax que uneix el piano i la corda en un bonic uníson, després caient cap a la coda. Aquesta és la secció més descaradament virtuosa del concert, amb una reexposició en allegro del tema principal, novament en fagots, però en do menor. El piano la reemmarca inicialment a re major, llavors es corre a un obbligato bitonal contra un sol major a les cordes; llavors la coda explota en una batalla musical entre el solista i l'orquestra, amb ornamentacions enlluernadores al piano sobre l'orquestra (inclosos els arpegis de notes agrupades, famosos per la seva dificultat, sovint aproximat per pianistes amb glissandos usant els artells), eventualment establint la tonalitat final de do major i finalitzant en un gest dramàtic amb un uníson fortissimo en do.